# Dřínov u Komořan

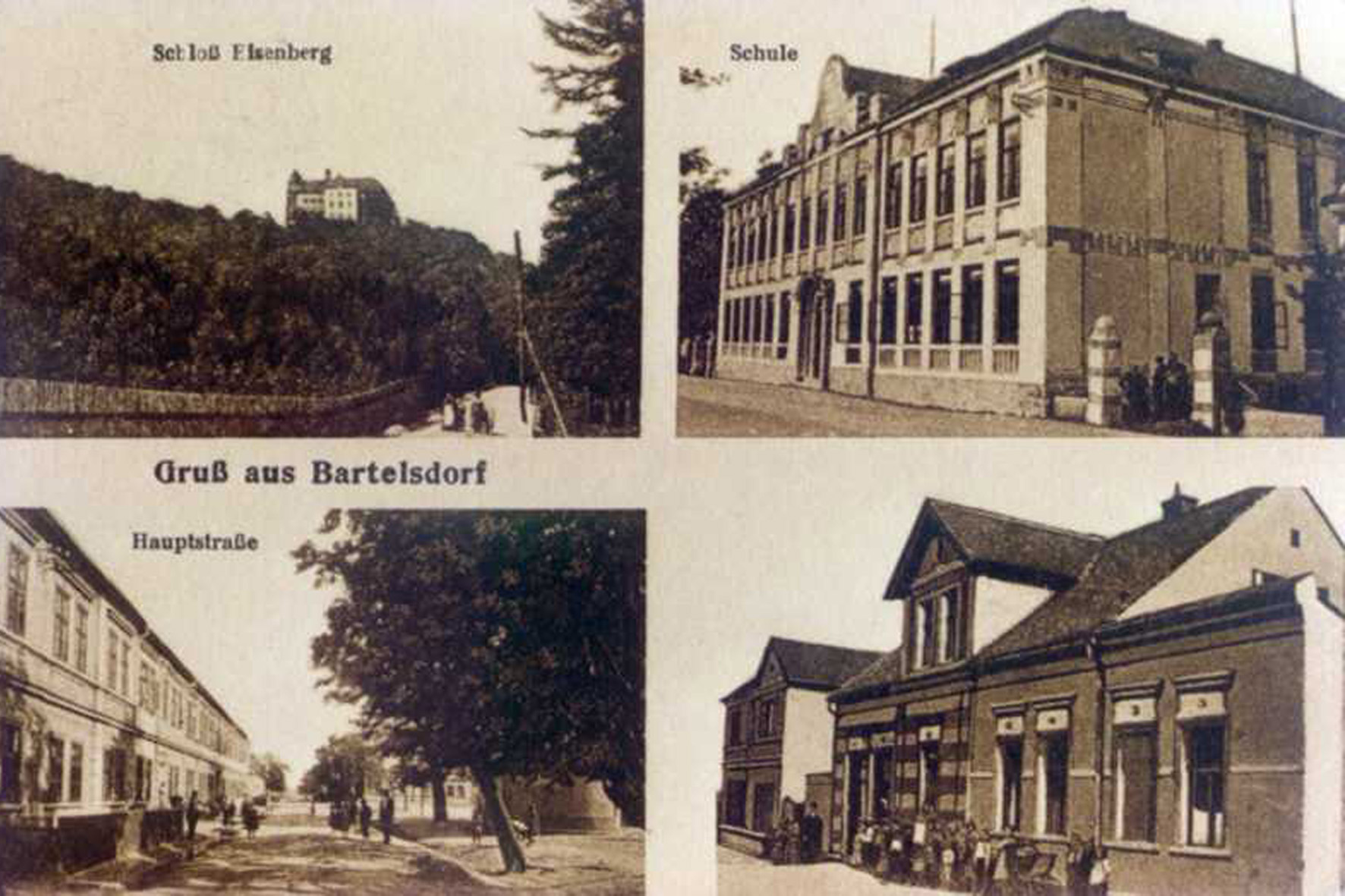
Bartelsdorf um 1910

Dřínov (deutsch Bartelsdorf auch Dřinow, Držinow, Drzeynow, Pertlsdorff, Barthelsdorf) war ein Dorf westlich von Brüx (heute Most), das bis 1960 zum Bezirk Komotau (Tschechien) gehörte.

## Geschichte

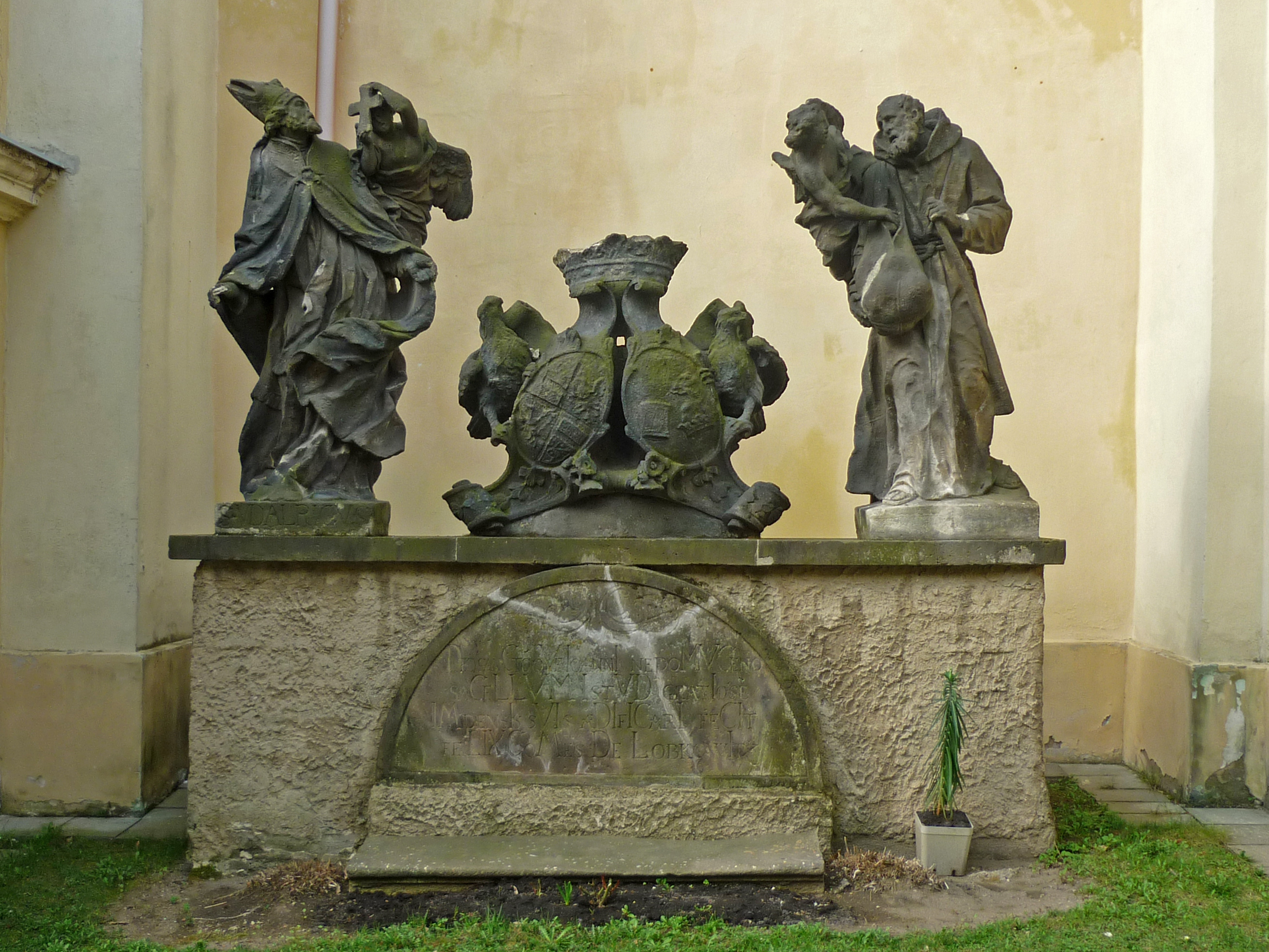
Skulpturengruppe, jetzt an der Pfarrkirche in Oberleutensdorf

Die Gegend war bereits in der Mittelsteinzeitära besiedelt. 1542 wurde es erstmals schriftlich erwähnt. 1543 wurde es durch seine bisherigen Besitzer Friedrich und Georg Smolík von Slawitz an Sebastian von Weitmühl verkauft, dessen Familie es 1586 an Diwisch von Michalowitz veräußerte. Dem wurden sie in den 1620er-Jahren konfisziert und 1622 an Wilhelm Popel von Lobkowitz den Jüngeren verkauft. Im Besitz der Lobkowitzer blieb das Dorf bis zur Reform 1848.
Im Dorf lebten im 17. Jahrhundert etwa 16 Familien, meist Landwirte und Taglöhner (Häusler). Im 19. Jahrhundert zählte man um die 210 Einwohner. In der Zeit der Industrialisierung und des Kohlebergbaus fand der Großteil der Einwohner seinen Erwerb im Schacht Grohmann. Die Bevölkerung wuchs bis 1900 auf 994 und 1930 auf 1811 an. Bartelsdorf wurde 1976 im Zuge des fortschreitenden Kohleabbaus abgerissen.
Im Ort befand sich eine Kapelle des Heiligen Johann von Nepomuk aus dem Jahr 1712, mit einer Renaissancekanzel aus dem Jahr 1600. Die Statuen dieser Kanzel befinden sich heute in der Kirche in Litvínov. Die Skulpturengruppe des hl. Ulrich und des hl. Felix vom Portal der Kapelle befindet sich heute an der Seitenwand der Pfarrkirche des hl. Erzengel Michael in Litvínov (Oberleutensdorf).